# Maja e Grebenit
Maja e Grebenit är en bergstopp i Albanien.   Den ligger i prefekturen Qarku i Shkodrës, i den norra delen av landet, 140 km norr om huvudstaden Tirana. Toppen på Maja e Grebenit är 1 837 meter över havet, eller 175 meter över den omgivande terrängen. Bredden vid basen är 4,6 km.
Terrängen runt Maja e Grebenit är bergig åt sydost, men åt nordväst är den kuperad.   Runt Maja e Grebenit är det ganska tätbefolkat, med 60 invånare per kvadratkilometer.. 
Omgivningarna runt Maja e Grebenit är en mosaik av jordbruksmark och naturlig växtlighet.